# Вукобер
Вукобер — деревня в Игринском районе Удмуртии, входит в состав муниципального образования Беляевское сельское поселение.

## География
Располагается на реке Ита в 28 км восточнее Игры.

## История
Вукобер назван от двух слов Вуко + бер(удмуртский). Вуко — мельница.Бер(ысь)— позади. То есть Вукобер это место,позади(за) мельницей.
Известно в 1863 году как починок Вукобер Покровской церкви в Сарапульском уезде.
С 1929 года по 1956 входила в состав Зуринского района.
Материалы по статистике Вятской губернии. Подворная опись 1884-1893 гг.
Починокъ Вукоберъ (По рѣчкѣ Итѣ) находится при рѣчкѣ Итѣ, въ 3 вер. отъ волостнаго правленія, ближайшаго училища и приходской церкви. Жители - русскіе и вотяки, б. государственные крестьяне, православные, переселившіеся сюда около 1815 года изъ дер. Тупалъ-Пурги. Земля раздѣлена по рабочимъ силамъ мужскаго пола и отчасти по наличнымъ душамъ обоего пола. За право пастьбы скота во владѣніяхъ казны община выплачиваетъ въ казну по 30 коп. съ двора. Въ починкѣ 5 вѣялокъ. На рѣчкѣ Итѣ имѣется водяная мукомольная мельница, состоящая въ общемъ пользованіи съ крестьянами дер. Тупалъ-Пургинской.Подробнее на сайте «Родная Вятка»: https://rodnaya-vyatka.ru/places/90072

## Население
| 2010 | 2012 |
| ---- | ---- |
| 10   | ↘9   |